# Муезинзаде Алі-паша
Муезинзаде Алі-паша (тур. Müezzinzade Ali Paşa, помер 7 жовтня 1571), також відомий як Софу Алі-паша, Суфі Алі-паша або Мейзіноглу Алі-паша — османський державний діяч і капудан-паша (верховний адмірал) флоту Османської імперії. Був намісником (пашею) Єгипту з 1563 по 1566 рік. Командував османським флотом у битві при Лепанто, під час якої його було вбито.

## Передумови
Алі-паша був сином муедзина, імовірно албанського походження, звідки походить його прізвисько Муезинзаде («син муедзина»). Він був улюбленцем султана Селіма II та жінок з гарему, які захоплювались його голосом як у муедзина, та був одружений з однією з дочок Селіма II. Зробив кар'єру в османському суспільстві як яничар.
З 1563 по 1566 рік Алі-паша служив османським губернатором Єгипту. Як повідомляється, він був дуже аскетичним чоловіком, суфієм, що одягався лише у «грубий вовняний одяг» і багато разів відвідував могили святих у некрополі міста мертвих у Каїрі.

## Османське завоювання Кіпру
Алі-паша з флотом, який налічував 188 галер, фуст, транспортних та інших кораблів, доставив сухопутну армію, якою командував Лала Мустафа-паша, для османського вторгнення та завоювання Кіпру з Константинополя 16 травня 1570 на Кіпр, де вони висадились 3 липня. Поки Лала Мустафа керував захопленням острова від Венеції, Алі-паша тримав велику частину свого флоту біля Криту, а потім у Мореї, тим самим фактично блокуючи можливість будь-якому християнському флоту прийти на допомогу обложеним захисникам Кіпру. 
Алі-пашу звинувачували у жорстоких катуваннях капітана королівства Кіпр Марко Антоніо Брагадіна.

## Битва при Лепанто і загибель

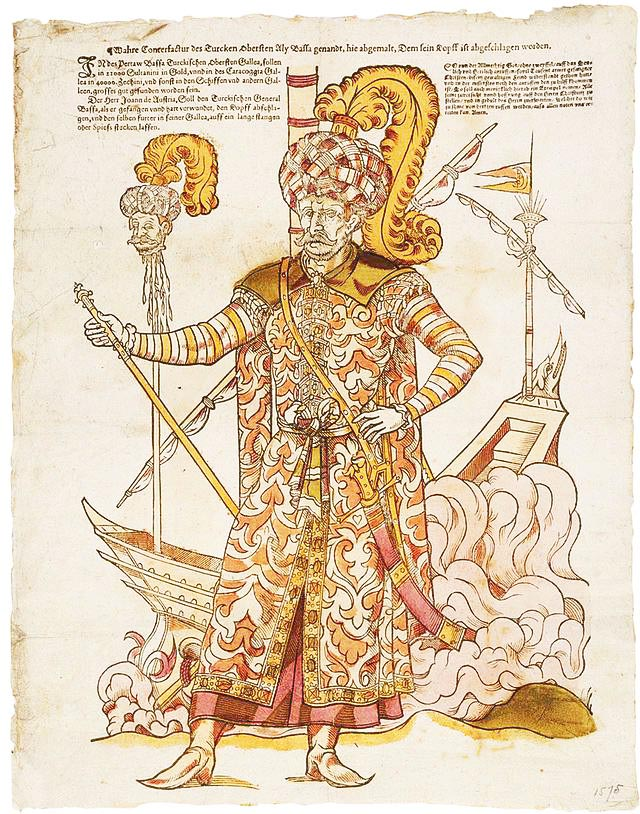
Гравюра з анонімної німецької брошури 1571 року після битви при Лепанто, що відбулась того ж року. На гравюрі зображено Алі-пашу в повний зріст на передньому плані, тоді як його голова, насаджена на пиці на османській галері, зображена на задньому плані.

Алі-паша був гранд-адміралом, або капудан-пашею, османських військово-морських сил у битві при Лепанто 7 жовтня 1571. Селім довірив йому одне з найдорожчих володінь османських султанів, великий «Прапор халіфів», величезний зелений прапор, вишитий текстами з Корану і з ім'ям Аллаха, вишитим на прапорі золотими літерами 28 900 разів. Прапор мав заохочувати Алі-пашу та його людей зробити все можливе у вирішальному бою. 
Ініціатором битви став Алі-паша, проте існують різні погляди на причини його дій. Деякі вважають, що, можливо, його заохочувала менша кількість флоту Священної Ліги і недооцінка християн, тоді як інші вважають, що він, можливо, боявся незадоволення султана, який раніше наказав йому вступити в бій з ворогом. Ще дехто вказує на відсутність у нього військово-морського досвіду як на те, що спричинило поразку під Лепанто. Його флагманське судно, галера «Султана», яка билася в особистому двобії з флагманом Хуана Австрійського, галерою «Реал», було взяте на абордаж і, приблизно через одну годину кровопролитних боїв, під час якого обом сторонам надавались підкріплення іншими галерами відповідних флотів. було захоплене. Під час абордажного бою Алі-пашу було вбито, а його голову демонстративно підняли на пиці. Це, і захоплення «Реалом» прапора халіфів, призвело до падіння морального духу османів, що значно сприяло їхньому розгрому в битві.

Автор Олівер Уоррен у книзі «Великі морські битви» описує захоплення і смерть Алі-паші:
«Кульмінація настала, коли дон Хуан наказав взяти османський флагман на абордаж; перший і другий напад були відбиті, але нарешті вони змогли висадитись на корму турецького судна. Там Алі-паша, вже поранений в голову кулею з аркебузи, спробував придбати своє життя обіцянками скарбів. Це було марно. Навіть його захисний талісман, праве ікло Магомета, що містилось в кришталевій кулі, не допоміг йому. Його було зарублено мечем. а його відрублену голову було презентовано дону Хуану. Адмірал, відсахнувшись, наказав викинути жахливий трофей у море, але його не послухались і іспанці підняли відрубану голову на пиці на носі турецького флагмана. Збентеження поширилося серед мусульман, і за кілька хвилин опір закінчився. Османський флаг, священна емблема, на якій двадцять дев'ять тисяч разів було написано ім'я Аллаха і ніколи раніше не втрачався в бою, було спущено зі щогли.»
Його підлеглий Улуч Алі, який успішно керував під час битви при Лепанто лівим флангом османського флоту, захопив флагман Мальтійських лицарів з їх Великим прапором і спромігся вивести більшість своїх суден з битви неушкодженими, замінив Алі-пашу посаді капудан-паші Османського флоту.